# Aéroport de Hall Beach
L'aéroport de Hall Beach est un aéroport situé au Nunavut, au Canada.